# Stape
Stape – osada w Anglii, w hrabstwie North Yorkshire, w dystrykcie (unitary authority) North Yorkshire. Leży 46 km na północny wschód od miasta York i 317 km na północ od Londynu.